# Hell's Kitchen Italia
Hell's Kitchen Italia è stato un programma televisivo italiano di genere reality e culinario andato in onda dal 17 aprile 2014 al 21 dicembre 2018 su Sky Uno e in replica su TV8 condotto dallo chef Carlo Cracco, basato sull'omonima versione statunitense del programma trasmessa su Fox e guidata da Gordon Ramsay.

## Il programma
Due squadre di aspiranti chef, equamente divisi tra uomini (squadra blu) e donne (squadra rossa), si sfidano con prove di cucina e di servizio al tavolo presso il ristorante di Hell's Kitchen, supervisionati e giudicati dallo chef Carlo Cracco. Caratteristica fondamentale del programma è la forte pressione psicologica a cui chef Cracco sottopone i concorrenti; egli infatti non esita a rivolgersi a loro urlandogli contro, utilizzando anche insulti ed epiteti particolarmente offensivi per criticarli, rimproverarli e/o spronarli a lavorare in maniera più efficiente, così come a cacciarli fuori dalla cucina in caso di fallimento del servizio.
Ogni stagione si apre con i concorrenti, sempre divisi tra uomini e donne, che presentano a chef Cracco il loro piatto migliore, nel tentativo di mettere in mostra le loro doti. A partire dall'episodio successivo, nella prima parte di ogni puntata avviene una prova ricompensa tra le due squadre. Nella fase finale i colori delle due giacche spariscono, per far posto alle ambite giacche nere, e le sfide diventano individuali. Chi vince queste sfide (che possono avvenire anche in esterna) viene premiato con un'attività particolarmente divertente o rilassante. I perdenti, invece, rimangono ad Hell's Kitchen o in un luogo esterno a scontare una punizione, consistente in lavori molto duri e faticosi e, in alcuni casi, umilianti. Il risultato di tali prove, tuttavia, non ha alcuna influenza su quello che sarà il giudizio finale della puntata.
Nella seconda parte della puntata, i concorrenti devono cucinare i piatti per i clienti del ristorante (circa 70, spartiti tra squadra blu e squadra rossa) e Cracco con i suoi chef controlla la loro qualità. In base al lavoro svolto, Carlo Cracco decide quali delle due squadre è stata la peggiore o se entrambe le squadre non sono state all'altezza del servizio. Tra i suoi componenti, viene scelto il cuoco che, secondo Cracco, si è distinto in maniera positiva rispetto agli altri; a lui spetterà il compito di nominare due compagni di squadra, tra i quali Carlo Cracco sceglierà chi sarà eliminato dal gioco. Può tuttavia accedere che Cracco decida di non tener conto di queste nomination al momento dell'eliminazione e scelga di espellere concorrenti che non sono stati nominati (anche se appartenevano alla squadra vincitrice), in virtù del loro scarso rendimento o di comportamenti poco corretti. Allo stesso modo, i concorrenti possono essere eliminati direttamente durante il servizio serale, nel caso in cui si rendano protagonisti di momenti giudicati inaccettabili da Cracco, mentre in altri casi nessuno viene eliminato.
Una differenza di Hell's Kitchen rispetto alla maggior parte dei reality show consiste nel fatto che i concorrenti non vengono giudicati da un pubblico, un televoto, una giuria o altre forme di punteggio: qualsiasi decisione riguardo alla loro prosecuzione nella gara spetta al solo Cracco.
Lo chef Carlo Cracco dirige la cucina con l'aiuto di due sous-chef: Omar Allievi e Entiana Osmenzeza nella prima edizione, Marion
Lichtle e Misha Sukyas nella seconda e Sybil Carbone e Mirko Ronzoni nella terza e nella quarta, i quali coordinano il lavoro delle due squadre di apprendisti, mentre la gestione dei rapporti con i clienti è affidata al maître Luca Cinacchi, soprannominato da Cracco "Luchino".
Nella puntata finale i sous-chef e la guest star (nella prima edizione Bruno Barbieri e nella seconda Matteo Grandi, vincitore della prima edizione) hanno il compito di sabotare le portate dei finalisti, e fare in modo che se ne accorgano durante il servizio.
Il programma è stato realizzato per le prime tre edizioni negli studi Deruta 20 (Infront) di Via Deruta/Via Feltre a Milano, mentre la quarta edizione è stata registrata presso Area Expo.
Nella quarta stagione il regolamento subisce degli importanti cambiamenti. La squadra che perde le prove ricompensa non dovrà più scontare alcuna punizione, ma partecipare ad un'ulteriore prova, questa volta individuale. Al termine di essa Cracco andrà ad assaggiare tutti i piatti preparati da chi ha partecipato alla prova. Il primo concorrente a sottoporre il piatto al suo giudizio si posizionerà in quello che viene definito "il cerchio del peggiore" (un cerchio infuocato proiettato sul pavimento). Cracco poi procederà ad assaggiare il piatto del concorrente successivo. Se tale piatto risulterà migliore di quello preparato da chi si trova nel cerchio la persona che lo ha preparato sarà salva, in caso contrario prenderà il suo posto all'interno del cerchio. L'ultimo concorrente a restare nel cerchio del peggiore avrà perso la prova e riceverà "la spilla del peggiore", (una spilla nera che attaccherà alla giacca). Tale concorrente non parteciperà al servizio. La squadra vincitrice delle prove ricompensa invece non avrà più in premio qualcosa di rilassante o divertente come nelle altre stagioni. Semplicemente tornerà nelle stanze dove attraverso uno schermo potrà assistere e commentare la prova individuale dell'altra squadra. Al termine del servizio poi il concorrente che secondo Cracco si è distinto in negativo affronterà un'ultima sfida contro il concorrente che aveva ricevuto la spilla nera e che non ha quindi partecipato al servizio. Chi tra i due perderà quest'ultima prova sarà l'eliminato della puntata. Questo a differenza delle altre stagioni e della versione americana lega tutte quante le prove tra di loro dando così maggior importanza a livello di competizione alla prima parte della puntata. 
Dalla quinta stagione inoltre le partite del servizio non saranno più assegnate da Cracco, ma da colui che sarà stato ritenuto il migliore della prova a squadre. Chi si distinguerà nella prova a squadre oltre a stabilire i ruoli del servizio per ogni concorrente della sua squadra dovrà dimostrare di saper gestire tutta la cucina comportandosi da "leader" al fine di dimostrare a Cracco di avere la stoffa per diventare executive chef. Inoltre può avere dei vantaggi nella prova individuale qualora la sua squadra abbia perso la prova ricompensa.

## Edizioni
| Edizione | Canale  | Conduzione   | Periodo della trasmissione | Periodo della trasmissione | Episodi | Concorrenti | Vincitore         |
| -------- | ------- | ------------ | -------------------------- | -------------------------- | ------- | ----------- | ----------------- |
| 1ª       | Sky Uno | Carlo Cracco | 17 aprile 2014             | 5 giugno 2014              | 16      | 17          | Matteo Grandi     |
| 2ª       | Sky Uno | Carlo Cracco | 21 maggio 2015             | 9 luglio 2015              | 16      | 17          | Mirko Ronzoni     |
| 3ª       | Sky Uno | Carlo Cracco | 4 ottobre 2016             | 22 novembre 2016           | 16      | 16          | Carlotta Delicato |
| 4ª       | Sky Uno | Carlo Cracco | 3 ottobre 2017             | 21 novembre 2017           | 8       | 14          | Mohamed Lamnaour  |
| 5ª       | Sky Uno | Carlo Cracco | 6 novembre 2018            | 21 dicembre 2018           | 8       | 14          | Nicola Pepe       |

Gli episodi, nelle prime 3 stagioni, vengono uniti in "puntate" contenenti 2 episodi ciascuna.

### Prima edizione (2014)
La prima stagione di Hell's Kitchen Italia è stata trasmessa dal 17 aprile al 5 giugno 2014 su Sky Uno. Dal 13 gennaio al 3 marzo 2015 viene trasmessa in replica anche su Cielo. Il vincitore della prima edizione è Matteo Grandi che vince un contratto di 6 mesi da executive chef presso il Forte Village Resort in Sardegna.

### Seconda edizione (2015)
A maggio 2014 sono stati aperti i casting per la seconda edizione, andata in onda ogni giovedì dal 21 maggio al 9 luglio 2015 sempre su Sky Uno. Dall'8 gennaio al 26 febbraio 2016 è stata replicata in chiaro sul nuovo canale gratuito di Sky TV8 anziché su Cielo.
Il vincitore della seconda edizione è Mirko Ronzoni di Dalmine a vincere a sua volta un contratto come Executive Chef presso il Forte Village Resort in Sardegna.

### Terza edizione (2016)
Al termine della seconda edizione si aprono i casting per la terza, la quale resta nell'anonimato fino al 28 luglio 2016 quando la pagina Facebook ufficiale del programma conferma che la terza stagione arriverà a settembre 2016 su Sky Uno. Tuttavia, la terza stagione verrà poi trasmessa dal 4 ottobre al 22 novembre 2016, ogni martedì sera. Come avvenuto per la precedente edizione, essa viene replicata in chiaro su TV8, dal 5 maggio al 23 giugno 2017. La vincitrice è Carlotta Delicato che ottiene un contratto come Executive Chef presso il JW Marriott, sull’Isola delle Rose a Venezia.

### Quarta edizione (2017)
La quarta edizione del programma, annunciata già da prima della messa in onda su Sky Uno della terza, è andata in onda dal 3 ottobre al 21 novembre 2017.. Il vincitore è Mohammed Lamnaour che, come chi l’ha preceduto, ottiene un contratto come Executive Chef presso il JW Marriott, sull’Isola delle Rose a Venezia.

### Quinta edizione (2018)
La quinta edizione del programma è andata in onda, sempre su Sky Uno, dal 6 novembre al 21 dicembre. Il vincitore è Nicola Pepe che, come i suoi due predecessori, ottiene un contratto come Executive Chef presso il JW Marriott, sull’Isola delle Rose a Venezia.